# 凯尔克维尔
凯尔克维尔（法語：Querqueville，法語發音：[kɛʁkəvil]）是法国芒什省的一个旧市镇，位于该省北部，属于瑟堡区。2016年，凯尔克维尔和相邻的4个市镇合并为新市镇科唐坦地区瑟堡。

## 地理
凯尔克维尔（49°39'48"N, 1°41'43"W）面积5.56 平方千米，位于法国诺曼底大区芒什省，该省份为法国西北部沿海省份，西、北、东北三面环大西洋，东起顺时针与卡爾瓦多斯省、奧恩省、马耶讷省和伊勒-维莱讷省接壤。
与凯尔克维尔接壤的市镇（或旧市镇、城区）包括：于尔维尔-纳克维尔、埃克德勒维尔-艾讷维尔、圣克鲁瓦阿格、托讷维尔。

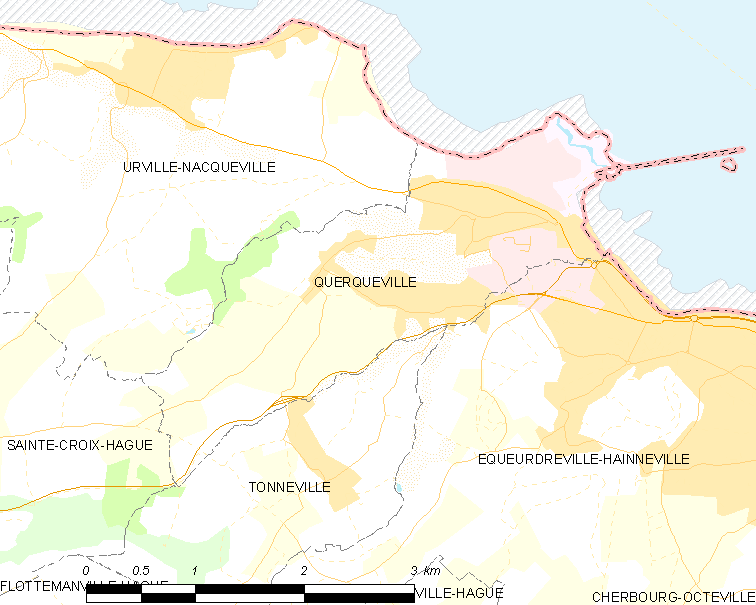
凯尔克维尔的OSM定位图

凯尔克维尔的时区为UTC+01:00、UTC+02:00（夏令时）。

## 行政
凯尔克维尔的邮政编码为50460，INSEE市镇编码为50416。

## 政治
凯尔克维尔所属的省级选区为拉阿格县。

## 人口

1962-2008年间凯尔克维尔人口变化图示

凯尔克维尔于2018年1月1日时的人口数量为5097人。